# Debitmetrul Coriolis
Debitmetrul Coriolis este un tip de debitmetru care măsoară debitul fluidului prin intermediul forței Coriolis, care apare atunci când fluidul se mișcă prin tubulatura înclinată. Este utilizat în industriile petrochimice, farmaceutice și alimentare pentru a măsura cu precizie debitul de lichide, gazoase sau pulberi. Debitmetrul Coriolis este un dispozitiv precis și poate funcționa în condiții extreme de temperatură și presiune.